# 民族中心主义
民族中心主義（英語：ethnocentrism），是一種認為自己的文化優於其他文化的信仰。具有民族中心主義的個人會判定其他族群與自身族群或文化有關連，尤其是語言、行為、習俗與宗教方面。這種民族上的民族中心可定義每個族群獨特的文化認同。

## 起源與發展
“民族中心主義”一詞是由威廉·G·薩姆納觀察到人們時常區別是否為內部集團而創造。他定義此術語用來形容「認為自身族群是萬物中心的觀點，而其他族群則與他的族群有著關連」的觀念。他更進一步描述這種人常會活在驕傲、自負中，認為自身族群是優越的，並輕視其他族群。羅伯特·K·默頓評論薩姆納的附加描述盜取了一些分析力的概念，因為中心感與優越感常是關連的，而非保持分析上的區別。

## 社會科學中的民族中心主義
在社会科学中，民族中心主义是指根据自己文化的标准而不是其他特定文化的标准来评判另一种文化。当人们用自己的文化作为衡量其他文化的标准时，往往倾向于认为自己的文化是优越的，而认为其他文化是低劣和奇怪的。民族中心主义可以在不同分析层面上进行解释。例如，在群体间层面，它被视为群体间冲突的产物；而在个体层面，群体内的凝聚力和群体外的敌意会共同影响个人性格特质。另外，民族中心主义也有助于阐释身份认同（identity）的建构：它通过排外来将自己与其他群体区分开来，这种做法在社会交往中形成了一种社交界限，这种象征性界限就这样把一个人圈入到其所属群体中去了。因此，民族中心主义不仅限于人类学，也可应用于社会学或心理学等其他社会科学领域。

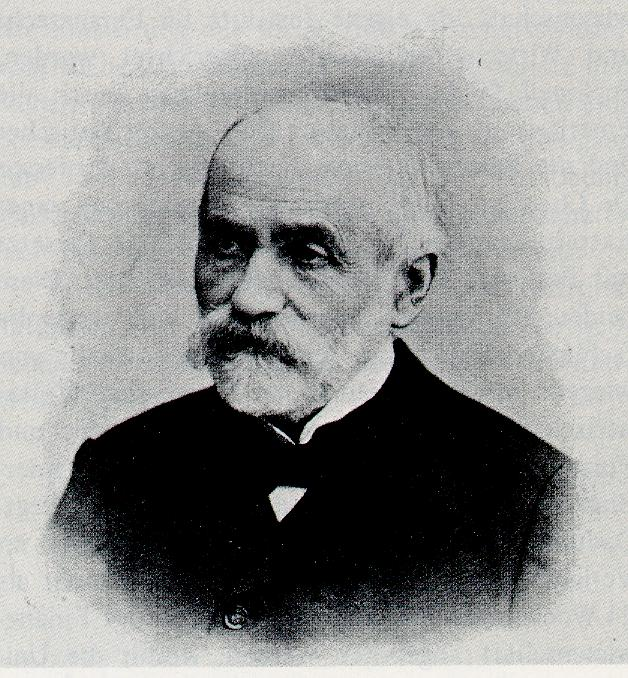
尽管波兰社会学家路德维希·冈普洛维奇可能只是本词的普及者，但他仍被广泛认为是民族中心主义一词的发明者

在学术界有一种新兴思想，对民族中心主义基于克劳德·列维-斯特劳斯的著作作了进一步阐释，强调了其积极的一面。伦敦政治经济学院的政治社会学家Audrey Alejandro认为，虽然民族中心主义确实划分出了社会层级，但它也通过维持身份群体的不同性情、实践、知识而促进了多样性。它既促进了多样性，也破坏了多样性。因此，在她看来，民族中心主义既不应该被压制，也不应该被不加批判地赞美。相反，我们可以培养一种“和谐的民族中心主义”（balanced ethnocentrism），在保护差异的同时，允许自己被差异所挑战和塑造。

## 人類學
生於某個特定的文化，並於成長中吸收該文化的價值觀與行為的人們，會發展出一種想法，認為該文化是正常的。人們若體驗到其他文化有不同價值觀與正常的行為，會認為此模式應該是模仿自他們所出生的文化。然而，由於人們對他們出生的文化已經習慣，要他們不以自身文化而以其他文化的觀點看待其他文化人們的行為是有難度的。
人类学家唐纳德·布朗认为民族中心主义属于普世文化通則。
人類學家如法蘭茲·鮑亞士與布朗尼斯勞·馬凌諾斯基認為每個人類科學都應該在科學家的民族中心主義之上。兩人認為人類學者引領民族誌的實地考查以消除他們的民族中心主義。鮑亞士提出了文化相對論的原則，馬凌諾斯基則發展了結構功能主義的理論，做為無民族中心主義影響的不同文化研究的引導。馬凌諾斯基的《美拉尼西亞西北部野蠻人的性生活》（The Sexual Life of Savages in North-Western Melanesia）、露絲·潘乃德的《文化模式》（Patterns of Culture）以及瑪格麗特·米德的《薩摩亞人的成年》（兩位為鮑亞士的學生）等書即是經典的反民族中心主義人類學之例。

## 種族中心主義和種族主義
种族中心主义（Ethnocentrism）和种族主义（Racism）是两个关系密切但概念不同的术语，它们在社会学和文化研究领域有着广泛的应用和讨论。
种族中心主义（Ethnocentrism）
种族中心主义是一种观点或态度，其中个体或群体认为自己的文化、民族或种族优于其他文化、民族或种族。它基于对自己文化价值和习俗的优越感，可能导致对其他文化的误解、贬低或排斥。种族中心主义者往往从自己的文化视角评价和解释其他文化，缺乏文化相对主义的视角。.
种族主义（Racism）
种族主义是基于种族差异的信念和行为，通常涉及认为某些种族天生优于其他种族的观点。种族主义可以表现为歧视、偏见、敌意或不平等的待遇，基于对个人或群体的种族、肤色、祖先或民族特征的判断。种族主义既可以是个体层面的偏见和歧视，也可以体现在制度和社会结构中，形成制度性种族主义。
最主要的区别在于焦点和基础假设。种族中心主义关注的是文化或民族的比较和优越性感，而种族主义更直接关注于种族的差异和基于种族的等级划分。种族中心主义可能不直接涉及对他人的歧视行为，而是一种文化优越感的表达；相反，种族主义则明确包含了对特定种族群体的偏见和歧视。

## 延伸閱讀
- Ankerl, G. Coexisting Contemporary Civilizations: Arabo-Muslim, Bharati, Chinese, and Western. Geneva: INU PRESS, 2000, ISBN 2-88155-004-5
- Reynolds, V., Falger, V., & Vine, I.（Eds.）（1987）. The Sociobiology of Ethnocentrism. Athens, GA: University of Georgia Press.
- Salter, F. K., ed. 2002. Risky Transactions. Trust, Kinship, and Ethnicity. Oxford and New York: Berghahn.
- Seidner, S. S.（1982）. Ethnicity, Language, and Power from a Psycholinguistic Perspective. Bruxelles: Centre de recherche sur le pluralinguisme.
- van den Berghe, P. L.（1981）. The ethnic phenomenon. Westport, CT: Praeger.
- Martineau, H.（1838）. "How to Observe Morals and manners". Charles Knight and Co., London.
- Wade, Nicholas, "Depth of the Kindness Hormone Appears to Know Some Bounds," （页面存档备份，存于） New York Times, Jan. 10, 2011.

## 外部連結
- Group Processes and Intergroup Relations （页面存档备份，存于）